# Гіліс Михайло Борисович

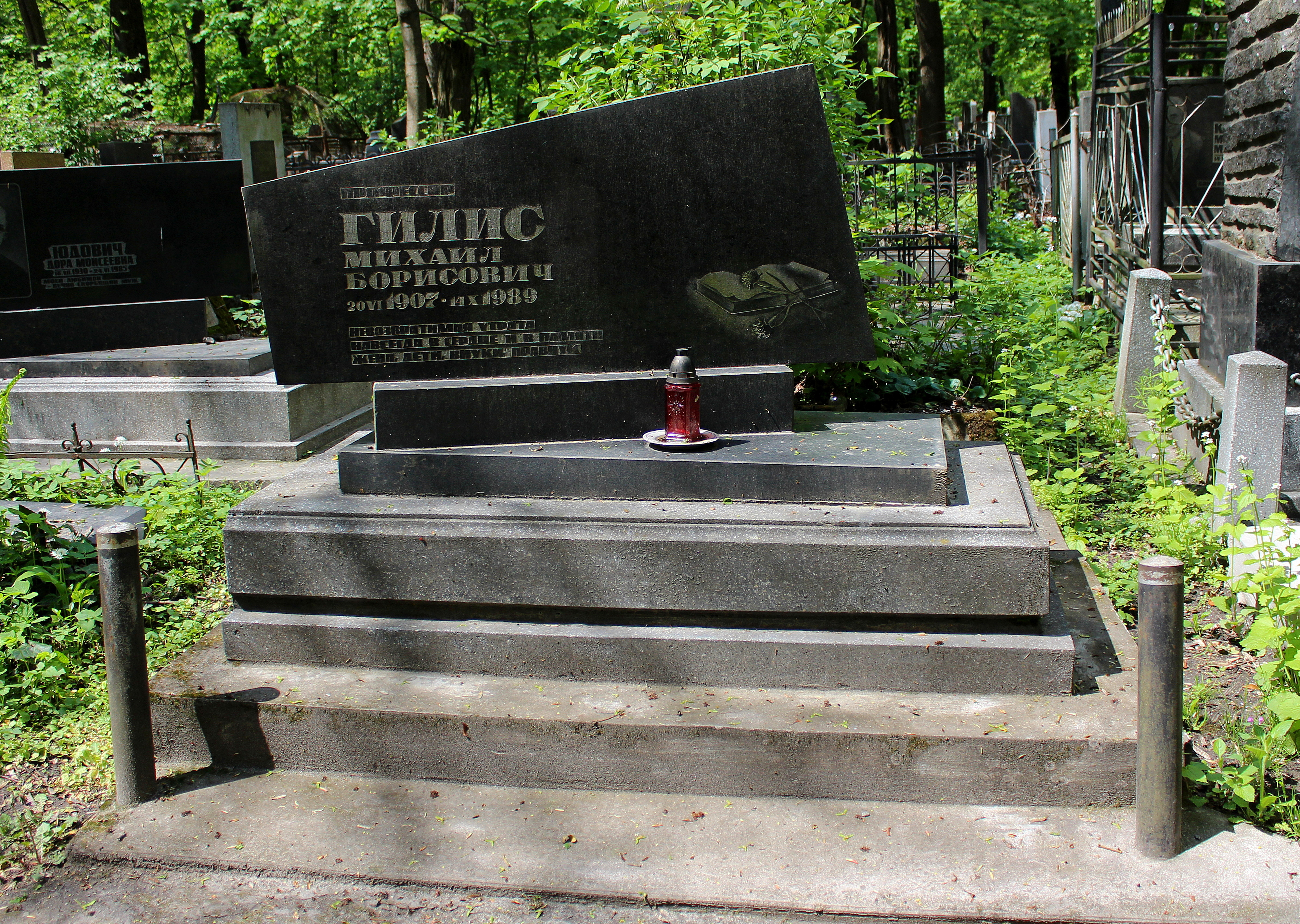
Надгробок на могилі. Янівський цвинтар

Михайло Борисович Гіліс (20 червня 1907, с. Вербка-Мурована —14 жовтня 1989, м. Львів) — радянський учений-агроном; доктор сільськогосподарських наук, професор.

## Життєпис
Народився 20 червня 1907 р. в с. Вербка-Мурована на Хмельниччині. Вищу освіту здобув в Уманському садоогородньому інституті в 1931 році. Починаючи з 1934 року, працював у Київському сільськогосподарському інституті, пізніше в Львівському політехнічному інституті.
У 1947—1978 рр. завідував кафедрою агрохімії та ґрунтознавства Львівського сільськогосподарського інституту.
З 1961 року — доктор сільськогосподарських наук, а з 1962 — професор.
Нагороджений державними нагородами СРСР. Розробляв раціональні способи внесення добрив під сільськогосподарські культури. Вивів високоврожайний сорт помідорів «Львівський».
Його найбільш відомі праці: «Локальне внесення добрив» (1962), «Рациональные способы внесения удобрений» (1975).
Помер 14 жовтня 1989 року в м. Львові. Похований на Янівському цвинтарі.